# Беркелиев, Сердар Амандурдыевич
Сердар Амандурдыевич Беркелиев (туркм. Serdar Amandurdyýewiç Berkeliýew) — туркменский государственный деятель.

## Биография
Родился в 1968 году в генгешлике Кеши (ныне — в составе Ашхабада).
Образование высшее. В 1993 году окончил Туркменский политехнический институт, по специальности — инженер-механик дорожно-строительных машин и оборудования.
Трудовой путь начал в 1985 году в Дорожно-строительном управлении хякимлика города Ашхабада, где по 1986 год проработал в качестве помощника автослесаря, затем автослесарем.
1989—1993 гг. — мастер-кузовщик Ашхабадского автотранспортного пассажирского предприятия Министерства автомобильного транспорта Туркменистана.
1993—1995 гг. — заведующий отделом, затем главный механик сервисного отдела научно-производственной фирмы «Керамтехника» Министерства промышленности строительных материалов.
1995—2001 гг. — заведующий отделом технического контроля Ашхабадского производственного объединения, начальник 5-й автоколонны, директор 1-го предприятия грузового автотранспорта Министерства автомобильного транспорта Туркменистана.
2001—2010 гг. — ведущий специалист сектора автомобильного транспорта и дорожных систем отдела транспорта и связи, ведущий специалист, заведующий сектором автомобильного и водного транспорта отдела транспорта и связи Кабинета Министров Туркменистана.
2010 г. — директор Автотранспортного предприятия Управления делами Аппарата Президента Туркменистана, заместитель министра автомобильного транспорта Туркменистана.
18.10.2010 — 20.07.2012 — Министр автомобильного транспорта.
20.07.2012 — уволен за серьезные недостатки в работе.